# Apatura subsplendens
Apatura subsplendens is een vlinder uit de familie van de Nymphalidae. De wetenschappelijke naam van de soort is voor het eerst geldig gepubliceerd in 1923 door Rudolf Mell.